# Список эпизодов телесериала Californication
Список серий американского телесериала Californication. Сериал создал и спродюсировал Том Капинос, дебютировавший на Showtime в Соединенных Штатах 13 августа 2007 года.
Сюжет сериала повествует историю известного писателя и не менее известного дамского угодника Хэнка Муди (Дэвид Духовны). Когда-то давно Хэнк Муди был вполне счастливым жителем Нью-Йорка, у которого была спутница жизни Карен (Наташа Макэлхон) и их прекрасная дочь Рэбека (Мэйделин Мартин). Но, видимо, счастье не может длиться вечно. Последний роман Хэнка «Бог ненавидит всех нас» решили экранизировать в Лос-Анджелесе. Вся семья сорвалась с насиженного места и отправилась навстречу «американской мечте». Однако для Хэнка Муди Город Ангелов обернулся настоящим адом.
Всего вышло семь сезонов, состоящих из 84-х эпизодов.

## Обзор сезонов
| Сезон | Сезон | Эпизоды | Оригинальная дата выхода | Оригинальная дата выхода |
| Сезон | Сезон | Эпизоды | Премьера сезона          | Финал сезона             |
| ----- | ----- | ------- | ------------------------ | ------------------------ |
|       | 1     | 12      | 13 августа 2007          | 29 октября 2007          |
|       | 2     | 12      | 28 сентября 2008         | 14 декабря 2008          |
|       | 3     | 12      | 27 сентября 2009         | 13 декабря 2009          |
|       | 4     | 12      | 9 января 2011            | 27 марта 2011            |
|       | 5     | 12      | 8 января 2012            | 1 апреля 2012            |
|       | 6     | 12      | 13 января 2013           | 7 апреля 2013            |
|       | 7     | 12      | 13 апреля 2014           | 29 июня 2014             |

## Список эпизодов

### Сезон 1 (2007)
Показ первого сезона сериала был начат 11 августа и завершился 29 октября 2007 года. Сезон рассказывает о событиях в жизни Хэнк Муди и других главных героев за несколько месяцев до запланированной свадьбы Карен и Билла, издателя из Лос-Анджелеса. Хэнк находится в депрессии и чувствует глубокую ненависть к себе после выхода фильма «Эта безумная штучка под названием любовь» (англ. A Crazy Little Thing Called Love), который он воспринимает как к искажённую и перевранную адаптацию его последнего романа «Бог ненавидит нас всех» (англ. God Hates Us All).
После того как он переспал с молодой девушкой, с которой познакомился в книжном магазине, Хэнк узнаёт, что она на самом деле 16-летняя дочь Билла — Миа. Он проводит большую часть своего времени в пьянках и не может написать ни одной страницы. Между тем, Миа продолжает преследовать Хэнка во время его визитов в дом Билла, используя угрозу разоблачения их связи для того, чтобы украсть его не напечатанный роман. Смерть отца вызывает запой и возможную сексуальную связь с Карен.
После похорон отца, Хэнк возвращается из Нью-Йорка, чтобы закончить рукопись новой книги. Однако, когда Хэнк приезжает в Лос-Анджелес он узнаёт что оригинал романа утеряна. Однако Миа сохранила свою копию и хочет напечатать её как собственную работу. В день свадьбы Карен и Билла, Хэнк решает примириться с сложившимся положением вещей, но как только он покидает приём со своей дочерью Бекки Карен выбегает и прыгает в машину, и они отправляются в новую жизнь вместе.
| № общий | № в сезоне | Название                                                                               | Режиссёр        | Автор сценария               | Дата премьеры    |
| ------- | ---------- | -------------------------------------------------------------------------------------- | --------------- | ---------------------------- | ---------------- |
| 1       | 1          | «Пилот» «Pilot»                                                                        | Стивен Хопкинс  | Том Капинос                  | 13 августа 2007  |
| 2       | 2          | «Чёртова женщина» «Hell-A Woman»                                                       | Скотт Винант    | Том Капинос                  | 20 августа 2007  |
| 3       | 3          | «Вавилонская блудница» «The Whore of Babylon»                                          | Скотт Винант    | Том Капинос                  | 27 августа 2007  |
| 4       | 4          | «Страх и отвращение на благотворительном вечере» «Fear and Loathing at the Fundraiser» | Майкл Лембек    | Дейзи Гарднер                | 3 сентября 2007  |
| 5       | 5          | «Громко смеясь вслух» «LOL»                                                            | Барт Фрейндлих  | Сюзан МакМартин              | 10 сентября 2007 |
| 6       | 6          | «От абсента сердца влюблённых бьются сильнее» «Absinthe Makes the Heart Grow Fonder»   | Кен Уиттингем   | Том Капинос и Эрик Вайнберг  | 17 сентября 2007 |
| 7       | 7          | «Прерванные жизни» «Girls, Interrupted»                                                | Такер Гейтс     | Джина Фаттор                 | 24 сентября 2007 |
| 8       | 8          | «Сын Калифорнии» «California Son»                                                      | Скотт Винант    | Том Капинос                  | 1 октября 2007   |
| 9       | 9          | «Непристойная корысть» «Filthy Lucre»                                                  | Скотт Бёрнс     | Илди Модрович                | 8 октября 2007   |
| 10      | 10         | «Тройка дьяволят» «The Devil's Threesome»                                              | Джон Дал        | Том Капинос                  | 15 октября 2007  |
| 11      | 11         | «Переверните страницу» «Turn the Page»                                                 | Дэвид фон Анкен | Джина Фаттор и Эрик Вайнберг | 22 октября 2007  |
| 12      | 12         | «Последний вальс» «The Last Waltz»                                                     | Скотт Винант    | Том Капинос                  | 29 октября 2007  |

### Сезон 2 (2008)
Второй сезон вышел на экраны 28 сентября 2008 года и закончился 14 декабря 2008 года. У новоиспеченной пары Хэнка и Карен, похоже, всё получается, их дом выставлен на продажу и Бекка снова кажется счастливой. Хэнк делает вазектомию и принимает приглашение на вечеринку от Сони, одной из женщин, с которыми Хэнк переспал в первом сезоне. Происходит недоразумение, и из-за стычки с невыносимым полисменом Хэнк попадает в камеру предварительного заключения, где знакомится с Лу Эшби (Каллум Кит Ренни), всемирно известным продюсером. Тот уговаривает Хэнка написать его биографию.
Чарли (Эван Хэндлер) теряет работу из-за мастурбации на рабочем месте, а затем начинает по-отечески заботиться о начинающей порноактрисе Дейзи, став её агентом. В связи с этим Чарли решает заняться порноиндустрией и, заложив всё своё имущество, финансирует фильм «Вагина-таун», в котором он помог Дэйзи получить главную роль. Марси попадает в реабилитационный центр из-за своей кокаиновой зависимости, а Чарли заводит роман с Дэйзи, которая таким образом пытается отблагодарить его за покровительство. Хэнк делает предложение Карен. Книга Мии становится хитом, а Эшби в честь этого устраивает вечеринку, где Дэмиен (парень дочери Хэнка) изменяет Бекке, а Чарли решает развестись с Марси, чтобы быть вместе с Дэйзи. Под конец вечеринки, Хэнк встречает бывшую подружку Эшби, которая в конце-концов решилась встретиться с Лу. Когда Хэнк поднимается наверх, чтобы позвать Эшби, тот умирает у него на руках от передозировки наркотиков.
Хэнк завершает биографию Эшби. Чарли увольняется из автосалона BMW, куда он временно устроился. Соня рожает чернокожего ребёнка, и тем самым доказывает, что Хэнк не отец. Хэнк и Карен понемногу снова сходятся. Карен предлагают работу в Нью Йорке, Хэнк также радуется возвращению туда, но когда Дэмиен просит прощения у Бекки, и у них все налаживается, Хэнк решает, что будет нечестно по отношению к Бекке забрать её из Лос-Анджелеса. В итоге Карен улетает в Нью-Йорк, а Хэнк остается в Лос-Анджелесе.
| № общий | № в сезоне | Название                                                             | Режиссёр        | Автор сценария              | Дата премьеры    |
| ------- | ---------- | -------------------------------------------------------------------- | --------------- | --------------------------- | ---------------- |
| 13      | 1          | «Язык мой — враг мой» «Slip of the Tongue»                           | Дэвид Духовны   | Том Капинос                 | 28 сентября 2008 |
| 14      | 2          | «Великий Эшби» «The Great Ashby»                                     | Дэвид фон Анкен | Том Капинос                 | 5 октября 2008   |
| 15      | 3          | «С леди так не обращаются» «No Way to Treat a Lady»                  | Джон Дал        | Джина Фаттор                | 12 октября 2008  |
| 16      | 4          | «Сырое и приготовленное» «The Raw & the Cooked»                      | Дэвид фон Анкен | Том Капинос                 | 19 октября 2008  |
| 17      | 5          | «Вагинальный квартал» «Vaginatown»                                   | Кен Уиттингем   | Джей Дайер                  | 26 октября 2008  |
| 18      | 6          | «Кокаиновый висяк и первый ништяк» «Coke Dick & First Kick»          | Майкл Леманн    | Джина Фаттор и Габриэль Рот | 2 ноября 2008    |
| 19      | 7          | «Наедине вдвоём» «In a Lonely Place»                                 | Джейк Кэздан    | Том Капинос                 | 9 ноября 2008    |
| 20      | 8          | «Потерять всё в Беверли-Хиллз» «Going Down and Out in Beverly Hills» | Дэнни Духовны   | Дейзи Гарднер               | 16 ноября 2008   |
| 21      | 9          | «Хоровод» «La Ronde»                                                 | Адам Бернштейн  | Джина Фаттор                | 23 ноября 2008   |
| 22      | 10         | «В утробе» «In Utero»                                                | Дэвид фон Анкен | Том Капинос                 | 30 ноября 2008   |
| 23      | 11         | «Блюз каньона Лорел» «Blues from Laurel Canyon»                      | Майкл Леманн    | Джина Фаттор                | 7 декабря 2008   |
| 24      | 12         | «Маленькая смерть» «La Petite Mort»                                  | Барт Фрейндлих  | Том Капинос                 | 14 декабря 2008  |

### Сезон 3 (2009)
Третий сезон вышел 27 сентября 2009 года и закончился 13 декабря 2009 года. Он повествует о том, что Хэнку предлагают стать преподавателем. Хэнк пытается наладить отношения с дочерью Беккой и попадает в разные истории в кампусе.
В третьем сезоне отношения Хэнка и Бекки становятся напряжённее, потому что Бекка дорастает до переходного возраста. Хэнк продолжает бороться со своей неспособностью быть отцом, когда начинает замечать, что Бекка во многом подражает ему. Это переплетается с его многочисленными интрижками с женщинами разного возраста, что затрудняет отношения с его вечной возлюбленной Карен.
В заключительной серии сезона, Хэнка преследует кошмар, где он плавает в бассейне на надувном круге с бутылкой виски, а вокруг него плавают голые женщины с которыми он недавно переспал, а Карен и Бекка находятся у бассейна. В реальности, Мия в Лос-Анджелесе и приглашает все семейство Муди на вечеринку — празднование выхода её книги в мягкой обложке. На вечеринке Хэнк знакомится с новым другом Мии, который также является её менеджером. Он знает историю Хэнка и Мии, поэтому предлагает Хэнку сделать публичное заявление перед прессой о том, что Мия украла его книгу. Однако, Хэнк не хочет этого делать, поскольку всплывёт тот факт, что Хэнк переспал с тогда ещё несовершеннолетней Мией, что вновь испортит отношения с Карен и Беккой. Позднее Хэнк нападает на парня Мии и между ними завязывается драка, после чего парень Мии угрожает позвонить в полицию. Хэнк приходит к Карен и рассказывает ей, что переспал с Мией, на что Карен очень яро реагирует. Ссора происходит на улице, и когда Хэнк пытается успокоить Карен приезжает полиция, один из полицейских хватает Хэнка, а тот вырывается и бьёт его в ответ. Хэнка арестовывают, а Бекка увидев это кидается к отцу. Хэнка забирают, а Карен и Бекка смотрят как Хэнка увозят. Последний момент показывает кошмар Хэнка, в котором Хэнк плавает в бассейне на надувном круге с бутылкой виски. Но теперь он падает в воду и серия заканчивается кадром, в котором Хэнк тонет вместе с бутылкой.
| № общий | № в сезоне | Название                                                     | Режиссёр                         | Автор сценария                | Дата премьеры    | Зрители в США (млн) |
| ------- | ---------- | ------------------------------------------------------------ | -------------------------------- | ----------------------------- | ---------------- | ------------------- |
| 25      | 1          | «Почему ты не со мной?» «Wish You Were Here»                 | Дэвид Духовны                    | Том Капинос                   | 27 сентября 2009 | 0.821               |
| 26      | 2          | «Любишь медок — люби и холодок» «The Land of Rape and Honey» | Барт Фрейндлих и Дэвид фон Анкен | Том Капинос                   | 4 октября 2009   | 0.772               |
| 27      | 3          | «Верю — не верю» «Verities & Balderdash»                     | Дэвид фон Анкен                  | Джина Фаттор                  | 11 октября 2009  | 0.739               |
| 28      | 4          | «Зозо» «Zoso»                                                | Барт Фрейндлих                   | Том Капинос                   | 18 октября 2009  | 0.773               |
| 29      | 5          | «Тупые весёлые парни» «Slow Happy Boys»                      | Дэвид фон Анкен                  | Том Капинос                   | 25 октября 2009  | 0.773               |
| 30      | 6          | «Стеклянные дома» «Glass Houses»                             | Майкл Леманн                     | Джина Фаттор                  | 1 ноября 2008    | 0.820               |
| 31      | 7          | «Тут такое дело…» «So Here's the Thing…»                     | Джон Дал                         | Дейзи Гарднер                 | 8 ноября 2009    | 0.762               |
| 32      | 8          | «Квартира» «The Apartment»                                   | Адам Бернштейн                   | Том Капинос                   | 15 ноября 2009   | 0.828               |
| 33      | 9          | «Мистер Плохой Пример» «Mr. Bad Example»                     | Джон Дал                         | Джина Фаттор и Мэтт Паттерсон | 22 ноября 2009   | 0.773               |
| 34      | 10         | «Догтаун» «Dogtown»                                          | Сет Манн                         | Том Капинос и Джина Фаттор    | 29 ноября 2009   | 0.894               |
| 35      | 11         | «Свято место пусто не бывает» «Comings & Goings»             | Дэвид фон Анкен                  | Джина Фаттор и Дейзи Гарднер  | 6 декабря 2009   | 0.913               |
| 36      | 12         | «Вина Мии» «Mia Culpa»                                       | Стивен Хопкинс                   | Том Капинос                   | 13 декабря 2009  | 1.055               |

### Сезон 4 (2011)
Четвёртый сезон начинается через 72 часа после ареста Хэнка и вращается вокруг открытого против него уголовного преследования. Его секрет открыт всему миру, теперь все знают, что именно Хэнк написал роман «Секс и Насилие», который Мия выдавала за свой. Вместе с этим, все узнали о том, что Хэнк переспал с тогда ещё несовершеннолетней Мией. Карен ненавидит Хэнка, Бекка разочаровалась в нём как в отце, а сам Хэнк переезжает в гостиницу, чтобы написать сценарий к готовящемуся фильму по его роману. Марси, после того как переспала с Чарли, узнаёт, что его вазектомия неудачна и он возможно оплодотворил её. Бекка присоединяется к женской рок-группе «Королевы Дог-тауна». Карен находится в поиске нового бой-френда, а Хэнка на протяжении всего сезона преследуют проблемы с законом. В то время, как Хэнк занимается съёмками экранизации своего романа «Секс и Насилие», его адвокат Эбби (Карла Гуджино) пытается добиться оправдания Хэнка в деле о совращении несовершеннолетней. Сезон заканчивается тем, что Хэнка приговорили к трем годам условного заключения, Карен нашла себе парня, с которым отправляется в путешествие по Америке, а Хэнк уезжает в Нью-Йорк на своем Porsche с печатной машинкой на заднем сиденье.
| № общий | № в сезоне | Название                                            | Режиссёр            | Автор сценария            | Дата премьеры   | Зрители в США (млн) |
| ------- | ---------- | --------------------------------------------------- | ------------------- | ------------------------- | --------------- | ------------------- |
| 37      | 1          | «В изгнании» «Exile on Main St.»                    | Дэвид фон Анкен     | Том Капинос               | 9 января 2011   | 0.848               |
| 38      | 2          | «Самоубийство — это выход» «Suicide Solution»       | Дэвид Духовны       | Том Капинос               | 16 января 2011  | 0.554               |
| 39      | 3          | «Дом, милый дом» «Home Sweet Home»                  | Адам Бернштейн      | Том Капинос               | 23 января 2011  | 0.432               |
| 40      | 4          | «Бессмысленная работа» «Monkey Business»            | Барт Фрейндлих      | Гейб Рот и Мэтт Паттерсон | 30 января 2011  | 0.645               |
| 41      | 5          | «Стоп-кадр» «Freeze-Frame»                          | Бет Маккарти-Миллер | Том Капинос               | 6 февраля 2011  | 0.418               |
| 42      | 6          | «Юристы, деньги и стволы» «Lawyers, Guns and Money» | Джон Дал            | Ванесса Рейзен            | 13 февраля 2011 | 0.520               |
| 43      | 7          | «Отвергнутый» «The Recused»                         | Майкл Уивер         | Том Капинос               | 20 февраля 2011 | 0.550               |
| 44      | 8          | «Свет, камера, мудак» «Lights. Camera. Asshole»     | Адам Бернштейн      | Том Капинос               | 27 февраля 2011 | 0.513               |
| 45      | 9          | «Ещё один чудесный день» «Another Perfect Day»      | Майкл Леманн        | Том Капинос и Гейб Рот    | 6 марта 2011    | 0.469               |
| 46      | 10         | «Суд» «The Trial»                                   | Сет Манн            | Том Капинос               | 13 марта 2011   | 0.633               |
| 47      | 11         | «Последний ужин» «The Last Supper»                  | Джон Дал            | Том Капинос               | 20 марта 2011   | 0.369               |
| 48      | 12         | «Всем по справедливости» «…And Justice for All»     | Адам Бернштейн      | Том Капинос               | 27 марта 2011   | 0.547               |

### Сезон 5 (2012)
Показ пятого сезона начался 8 января 2012 года на телеканале Showtime. После трёх лет в Нью-Йорке, где всё было просто и не было обязательств, писатель Хэнк Муди по приглашению своего бывшего агента Чарли Ранкла, ненадолго возвращается в Калифорнию. Ему предлагает сотрудничество чёрный рэпер, но Хэнка эта идея совершенно не привлекает. Впрочем, из-за череды событий, он останется тут надолго. У Карен — новый муж, Ричард Бейтс (тоже писатель и один из немногих кумиров Хэнка в литературе, с которым Карен спала ещё в колледже). У этой супружеской четы идиллия и домик за белым забором, а у дочери — новый парень, который жутко похож на самого Хэнка в молодости, только более циничен и примитивен, из-за чего Хэнк его ненавидит.
| № общий | № в сезоне | Название                                                         | Режиссёр         | Автор сценария | Дата премьеры   | Зрители в США (млн) |
| ------- | ---------- | ---------------------------------------------------------------- | ---------------- | -------------- | --------------- | ------------------- |
| 49      | 1          | «Из JFK в LAX» «JFK to LAX»                                      | Джон Дал         | Том Капинос    | 8 января 2012   | 0.758               |
| 50      | 2          | «Путь кулака» «The Way of the Fist»                              | Дэвид Духовны    | Том Капинос    | 15 января 2012  | 0.751               |
| 51      | 3          | «Мальчики и девочки» «Boys & Girls»                              | Сет Манн         | Том Капинос    | 22 января 2012  | 0.641               |
| 52      | 4          | «В ожидании чуда» «Waiting for the Miracle»                      | Барт Фрейндлих   | Том Капинос    | 29 января 2012  | 0.748               |
| 53      | 5          | «Двигаться дальше» «The Ride-Along»                              | Миллисент Шелтон | Том Капинос    | 5 февраля 2012  | 0.742               |
| 54      | 6          | «Песня о любви» «Love Song»                                      | Эрик Штольц      | Том Капинос    | 12 февраля 2012 | 0.834               |
| 55      | 7          | «Ну вот и снова я» «Here I Go Again»                             | Майкл Уивер      | Том Капинос    | 19 февраля 2012 | 0.714               |
| 56      | 8          | «Разнузданный» «Raw»                                             | Барт Фрейндлих   | Том Капинос    | 4 февраля 2012  | 0.668               |
| 57      | 9          | «На фильмах» «At the Movies»                                     | Хелен Хант       | Том Капинос    | 11 марта 2012   | 0.680               |
| 58      | 10         | «Извращенцы и шлюхи» «Perverts & Whores»                         | Барт Фрейндлих   | Том Капинос    | 18 марта 2012   | 0.637               |
| 59      | 11         | «Вечеринка» «The Party»                                          | Майкл Леманн     | Том Капинос    | 25 марта 2012   | 0.725               |
| 60      | 12         | «Ад — не такое уж и плохое место» «Hell Ain't a Bad Place to Be» | Адам Бернштейн   | Том Капинос    | 1 апреля 2012   | 0.768               |

### Сезон 6 (2013)
Хэнк работает на Бродвее, где будут ставить мюзикл, по его книге «Бог ненавидит всех нас». Аттикус Фетч (Тим Минчин) попытается уговорить Хэнка сочинить сценарий для мюзикла, обещая ему, что вместе они превратят его в «рок-оперу». Эпизодически будет появляться знаменитый рок-музыкант Мэрилин Мэнсон, который играет самого себя. Их встреча с Хэнком происходит в доме Аттикуса Фетча.
| № общий | № в сезоне | Название                                               | Режиссёр        | Автор сценария | Дата премьеры   | Зрители в США (млн) |
| ------- | ---------- | ------------------------------------------------------ | --------------- | -------------- | --------------- | ------------------- |
| 61      | 1          | «Непрощённый» «The Unforgiven»                         | Дэвид Духовны   | Том Капинос    | 13 января 2013  | 1.070               |
| 62      | 2          | «Слабаки» «Quitters»                                   | Джон Дал        | Том Капинос    | 20 января 2013  | 0.749               |
| 63      | 3          | «Мёртвые рок-звёзды» «Dead Rock Stars»                 | Адам Бернштейн  | Том Капинос    | 27 января 2013  | 0.889               |
| 64      | 4          | «Чертовски быстро» «Hell Bent for Leather»             | Дэвид фон Анкен | Том Капинос    | 10 февраля 2013 | 0.753               |
| 65      | 5          | «Молот и наковальня» «Rock and a Hard Place»           | Дэвид фон Анкен | Том Капинос    | 17 февраля 2013 | 0.669               |
| 66      | 6          | «В облаках» «In the Clouds»                            | Дэвид фон Анкен | Том Капинос    | 24 февраля 2013 | 0.574               |
| 67      | 7          | «Экскурсия» «The Dope Show»                            | Майкл Уивер     | Том Капинос    | 3 марта 2013    | 0.788               |
| 68      | 8          | «Все — чёртовы критики» «Everybody's a Fucking Critic» | Сет Манн        | Том Капинос    | 10 марта 2013   | 0.693               |
| 69      | 9          | «Бешеные псы и англичане» «Mad Dogs & Englishmen»      | Адам Бернштейн  | Том Капинос    | 17 марта 2013   | 0.766               |
| 70      | 10         | «Слепая вера» «Blind Faith»                            | Адам Бернштейн  | Том Капинос    | 17 марта 2013   | 0.592               |
| 71      | 11         | «Эбби» «The Abby»                                      | Майкл Уивер     | Том Капинос    | 31 марта 2013   | 0.580               |
| 72      | 12         | «Я успокою своих монстров» «I'll Lay My Monsters Down» | Стивен Хопкинс  | Том Капинос    | 7 апреля 2013   | 0.618               |

### Сезон 7 (2014)
29 января 2013 года Showtime продлил сериал на седьмой сезон.
| № общий | № в сезоне | Название                                                  | Режиссёр        | Автор сценария | Дата премьеры  | Зрители в США (млн) |
| ------- | ---------- | --------------------------------------------------------- | --------------- | -------------- | -------------- | ------------------- |
| 73      | 1          | «Левон» «Levon»                                           | Дэвид Духовны   | Том Капинос    | 13 апреля 2014 | 0.640               |
| 74      | 2          | «Джулия» «Julia»                                          | Адам Бернштейн  | Том Капинос    | 20 апреля 2014 | 0.390               |
| 75      | 3          | «Яблоко от яблони недалеко падает» «Like Father Like Son» | Майкл Леманн    | Том Капинос    | 27 апреля 2014 | 0.21                |
| 76      | 4          | «Ублюдки» «Dicks»                                         | Дэвид фон Анкен | Том Капинос    | 4 мая 2014     | 0.451               |
| 77      | 5          | «Выпуская яд» «Getting the Poison Out»                    | Сет Манн        | Том Капинос    | 11 мая 2014    | 0.40                |
| 78      | 6          | «Первый удар» «Kickoff»                                   | Дэвид фон Анкен | Том Капинос    | 18 мая 2014    | 0.40                |
| 79      | 7          | «Улыбнись» «Smile»                                        | Джон Дал        | Том Капинос    | 25 мая 2014    | 0.32                |
| 80      | 8          | «30 минут или меньше» «30 Minutes or Less»                | Дэвид фон Анкен | Том Капинос    | 1 июня 2014    | 0.37                |
| 81      | 9          | «Вера, надежда, любовь» «Faith, Hope, Love»               | Джон Дал        | Том Капинос    | 8 июня 2014    | 0.397               |
| 82      | 10         | «Ужин с друзьями» «Dinner with Friends»                   | Адам Бернштейн  | Том Капинос    | 15 июня 2014   | 0.411               |
| 83      | 11         | «Дочь» «Daughter»                                         | Майкл Леманн    | Том Капинос    | 22 июня 2014   | 0.40                |
| 84      | 12         | «Благодать» «Grace»                                       | Адам Бернштейн  | Том Капинос    | 29 июня 2014   | 0.481               |